# Juan Sebastián Molano
Juan Sebastián Molano Benavides (ur. 28 września 1994 w Paipie) – kolumbijski kolarz szosowy i torowy.

## Osiągnięcia

### Kolarstwo szosowe
Opracowano na podstawie:

2011
- 3. miejsce w mistrzostwach Kolumbii juniorów (start wspólny)

2016
- 1. miejsce na 2. etapie Vuelta a la Comunidad de Madrid
- 1. miejsce na 4. etapie Vuelta a Colombia

2017
- 1. miejsce na 3. i 5. etapie Volta ao Alentejo
- 3. miejsce w Grand Prix de Denain
- 3. miejsce w mistrzostwach panamerykańskich (start wspólny)

2018
- 1. miejsce w mistrzostwach panamerykańskich (start wspólny)
- 1. miejsce na 2. i 3. etapie Tour of Xingtai
- 1. miejsce w Tour of China I
  - 1. miejsce w klasyfikacji punktowej
  - 1. miejsce na 2. etapie
- 1. miejsce na 1. etapie Tour of China II
- 1. miejsce w klasyfikacji punktowej Tour of Taihu Lake
  - 1. miejsce na 1. i 2. etapie

2019
- 1. miejsce na 3. etapie Tour Colombia

2020
- 1. miejsce na 2., 3. i 5. etapie Tour Colombia

2021
- 1. miejsce na 2. i 4. etapie Vuelta a Burgos
  - 1. miejsce w klasyfikacji punktowej
- 1. miejsce na 1. i 2. etapie Giro di Sicilia
  - 1. miejsce w klasyfikacji punktowej

2022
- 2. miejsce w Trofeo Playa de Palma
- 1. miejsce na 4. etapie Boucles de la Mayenne
- 1. miejsce na 21. etapie Vuelta a España

2023
- 1. miejsce na 4. etapie UAE Tour
- 1. miejsce w Grand Prix de Denain

### Kolarstwo torowe
Opracowano na podstawie:
2013
- 2. miejsce w mistrzostwach panamerykańskich (jazda drużynowa na dochodzenie)

2014
- 1. miejsce w mistrzostwach panamerykańskich (jazda drużynowa na dochodzenie)
- 1. miejsce w mistrzostwach panamerykańskich (omnium)

## Rankingi
| Rok              | 2015 | 2016  | 2017 | 2018 | 2019  | 2020 | 2021 | 2022 | 2023 | 2024 |
| ---------------- | ---- | ----- | ---- | ---- | ----- | ---- | ---- | ---- | ---- | ---- |
| World Ranking    |      | 1323. | 244. | 228. | 2235. | 562. | 378. | 289. | 86.  | 209. |
| UCI Europe Tour  | 760. | 1237. | 275. | -    |       |      |      |      |      |      |
| UCI Asia Tour    | 222. | 456.  | -    | 90.  |       |      |      |      |      |      |
| UCI America Tour | 447. | 316.  | 18.  | 4.   | 350.  | 39.  | 35.  | 24.  | 9.   | 23.  |
|                  |      |       |      |      |       |      |      |      |      |      |
| Źródło: UCI      |      |       |      |      |       |      |      |      |      |      |